# Schlüchtern
Schlüchtern – miasto w Niemczech, w kraju związkowym Hesja, w rejencji Darmstadt, w powiecie Main-Kinzig.

## Współpraca
Miejscowość partnerska:
- Jarocin, Polska
- Fameck, Francja